# Hulu Hu
Hulu Hu (chinesisch 葫芦湖 ‚Kürbissee‘) ist ein kleiner See auf Nelson Island im Archipel der Südlichen Shetlandinseln. Er liegt westlich der Bucht Cehuixuezhe Wan auf der Westseite der Stansbury-Halbinsel.
Chinesische Wissenschaftler benannten den See 1986 deskriptiv im Zuge von Vermessungs- und Kartierungsarbeiten.